# LUX 039
LUX 039 fue un evento de artes marciales mixtas producido por LUX Fight League, que se llevó a cabo el 2 de febrero de 2024 en el Teatro Explanada de Puebla de Zaragoza, Puebla, México.

## Antecedentes
El evento estelar contó con una pelea por el Campeonato de Peso Pluma de LUX entre el campeón Édgar Delgado y Francesco Patrón.

## Resultados
1. ↑  Por el Campeonato de Peso Pluma de LUX